# EVscope
eVscopeは、フランスのUnistellar社の天体望遠鏡である
2018年11月出荷予定であり、クラウドファンディングサービス「Kickstarter」にて2017年11月11日現在で目標額の10倍以上が集まっている。
天体の光を蓄積する機能「Enhanced Vision」により、Unistellar社によれば冥王星より暗い天体を口径1メートルの望遠鏡並の感度で観望できるとしている。
日本では「CAMPFIRE」で支援募集があり2020年8月28日に支援者に配送される予定。

## 性能
- 口径4.5インチ[1][4]
- 焦点距離450mm[1][4]
- 経緯台[4]
- 倍率。50倍、100倍、150倍[1]

自動導入機能があり、対象の天体は2000万以上。
SETIと連携する事ができる。
サポート体制は杜撰であるので各自で機能を理解する必要がある。
また、Raw画像を取得したい場合にはサポートに依頼して提供してもらうなどの対応を要する。